# ريتشارد والتون
ريتشارد والتون (بالإنجليزية: Richard Walton)‏ هو سياسي أمريكي، ولد في 24 مايو 1928 في ساراتوغا سبرينغس في الولايات المتحدة، وتوفي في 27 ديسمبر 2012. حزبياً، نشط في Citizens Party (United States) ‏.